# المعهد الوطني الإيراني لعلوم المحيطات والغلاف الجوي
المعهد الوطني الإيراني لعلوم المحيطات والغلاف الجوي (بالفارسية: پژوهشگاه ملی اقیانوس‌شناسی و علوم جوی) هو معهد أبحاث أنشأته وزارة العلوم والبحوث والتكنولوجيا الإيرانية في سنة 1992 تحت اسم "مركز علم المحيطات الإيراني" لإجراء البحوث في علم المحيطات. وفي 19 مارس 2010 تغير اسم المركز إلى "المركز الوطني الإيراني لعلوم المحيطات" وفي 8 يونيو 2013 أُعيد تسمية المركز إلى مسماه الحالي "المعهد الوطني الإيراني لعلوم المحيطات والغلاف الجوي" (INIOAS).